# Luís Silva (bochas)
Luís Silva (30 de marzo de 1980) es un deportista portugués que compitió en bochas adaptadas. Ganó una medalla de plata en los Juegos Paralímpicos de Londres 2012 en la prueba de dobles mixto (clase BC3).

## Palmarés internacional
| Juegos Paralímpicos | Juegos Paralímpicos   | Juegos Paralímpicos | Juegos Paralímpicos |
| Año                 | Lugar                 | Medalla             | Prueba              |
| ------------------- | --------------------- | ------------------- | ------------------- |
| 2012                | Londres (Reino Unido) | Medalla de plata    | Dobles BC3 mixto    |